# Angelo Spina
Angelo Spina (n. Colle d'Anchise, Molise, Italia, 13 de noviembre de 1954) es un obispo católico italiano.
Nacido y criado en el municipio de Colle d'Anchise, situado en la Provincia de Campobasso y en la Región de Molise.
Proviene de una familia de comerciantes.
Cuando era joven descubrió su vocación religiosa, lo que hizo que quisiera ingresar en el seminario diocesano.
Finalmente el día 5 de enero de 1980 fue ordenado sacerdote, para la archidiócesis de Campobasso-Boiano, por el entonces Arzobispo Metropolitano "Monseñor" Pietro Santoro(†).
Durante estos años ejerciendo su ministerio pastoral, cabe destacar que ha sido vicario episcopal del Santuario Basílica de Nuestra Señora de los Dolores en Castelpetroso y también párroco en la Concatedral de San Bartolomé en Bojano.
Ya el 3 de abril de 2007 fue nombrado por Su Santidad el Papa Benedicto XVI, como nuevo Obispo de la diócesis de Sulmona-Valva.
Además de su escudo, eligió como lema, la frase: "In Caritate Coniuncti" - (en latín).
Recibió la consagración episcopal el día 9 de junio de ese año, a manos del entonces Arzobispo de Campobasso-Boiano "Monseñor" Armando Dini en calidad de consagrante principal. Y como co-consagrantes tuvo al Obispo Emérito de Teramo-Atri "Monseñor" Antonio Nuzzi(†) y a su predecesor en este cargo "Monseñor" Giuseppe Di Falco.